# 纳吉·阿都拉萨
莫哈末·纳吉·阿都拉萨（1953年7月23日—），全名加上头銜全称为拿督斯里哈芝莫哈末·纳吉·敦哈芝阿都拉萨（Dato' Sri Haji Mohammad Najib bin Tun Haji Abdul Razak），马来西亚第六任首相（2009一2018）、巫统北根区国会议员（1976一1982、1986一2022）。他出身門閥世家，是第二任首相敦阿都拉萨的長子。纳吉曾是马来西亚历来最年轻的议员、内阁部长和州务大臣。同时，他也是一名具争议的政治领袖，于2020年因一个马来西亚发展有限公司丑闻（1MDB）被定罪。2022年8月23日上诉被联邦法院驳回，即日起入狱12年。後於2024年2月2日，獲得特赦減刑至6年。
纳吉曾于2004年至2009年担任马来西亚副首相，在任期间他曾被指控参与了2006年阿尔丹杜雅·沙丽布谋杀案（Altantuya Shaariibuu），但他否认涉及该案。2009年4月3日，纳吉在国家皇宫正式宣誓就职，成为马来西亚第六任首相。
2011年8月31日马来西亚国庆日，纳吉前往澳大利亚度假引起争议。2013年大选连任后他的政府开始对批评者以煽动罪名提控，以肛交案审讯监禁反对党领袖安华·依布拉欣，实行消费税，涉入一个马来西亚发展有限公司丑闻风波导致一系列由草根组织净选盟发动要求纳吉下台的抗议集会。这些抗议集会最终促成了由马哈迪·莫哈末和希望联盟以及非政府组织组成的《公民宣言》，以使他下台。纳吉对贪腐指控的回应是集中权力，撤换副首相及总检察长，起诉发表一马公司相关言论的马华公会前总会长林良实，冻结两家报章出版及在国会通过争议的《国家安全委员会法令》。
2018年5月9日大选中，纳吉领导的国阵败选。5月12日，他与夫人罗斯玛·曼梳被马来西亚移民局列入禁止出国的黑名单。7月3日，纳吉在家中遭马来西亚反贪污委员会逮捕，被控3项SRC资金失信控状及一项贪污滥权控状，涉嫌款项为4200万令吉。8月8日，纳吉再被控3项涉嫌相同款项的洗黑钱控状。森美兰和雪兰莪的皇室也相继宣布褫夺和冻结他的“拿督斯里”头衔。
2019年1月28日，纳吉被加控3项洗黑钱控状，涉及金额达4700万令吉。4月3日，高庭开始审理纳吉被控涉及SRC国际公司4200万令吉洗钱案。在58天的审讯过程中，控方共传召了57名证人出庭。11月11日，高庭宣判纳吉涉及SRC国际公司3项刑事失信、1项滥权和3项洗钱案，所有控状皆表罪成立，需出庭自辩，成为马来西亚史上首位出庭自辩的前首相。

2020年7月28日，吉隆坡高等法庭宣判，纳吉涉及一马弊案的SRC洗钱案的7项指控全部成立，判处监禁12年和罚款2亿1,000万令吉，若无法缴付罚款则加监5年。他于7月30日透过代表律师向法院入禀三份申请书提出上诉和缓刑。同年9月14日，纳吉登上反贪会的贪污罪犯资料名单。

2021年12月8日，纳吉在SRC国际公司案中上诉失败，上诉庭三司宣判维持高庭的原判。之后纳吉向联邦法院入禀上诉通知书。2022年7月26日，纳吉解聘首席辩护律师沙菲宜阿都拉的律师事务所，并改聘首相署前部长再益依布拉欣的律师楼在上诉案中为他辩护，民间观点认为此举动是为拖延案件审讯。

2022年8月15日，联邦法院开庭审理纳吉所涉SRC国际公司4200万令吉资金挪用案。同年8月23日，五司维持原判，纳吉抵达加影监狱服刑，成爲馬來西亞史上首位被判入獄的前首相。2023年3月31日，联邦法院在4比1票数下驳回纳吉针对SRC案的司法检讨申请。2022年9月，纳吉向国家元首提请特赦，而巫统最高理事会也于2023年4月7日宣称向国家元首提请特赦纳吉。2024年2月2日，马来西亚特赦局宣布纳吉的刑期和罚款减半。

## 个人生活
纳吉曾经历两段婚姻，第一任妻子为东姑再纳东姑依斯干达（Tengku Puteri Zainah Tengku Eskandar），来自吉兰丹皇室，1976年结婚。1987年，纳吉以妻子生重病无法履行责任为理由离婚。两人育有3名子女，分别是长子莫哈末尼扎·莫哈末纳吉、二女布特里诺利莎·纳吉（Puteri Norlisa Najib）和三子纳兹福丁·纳吉。

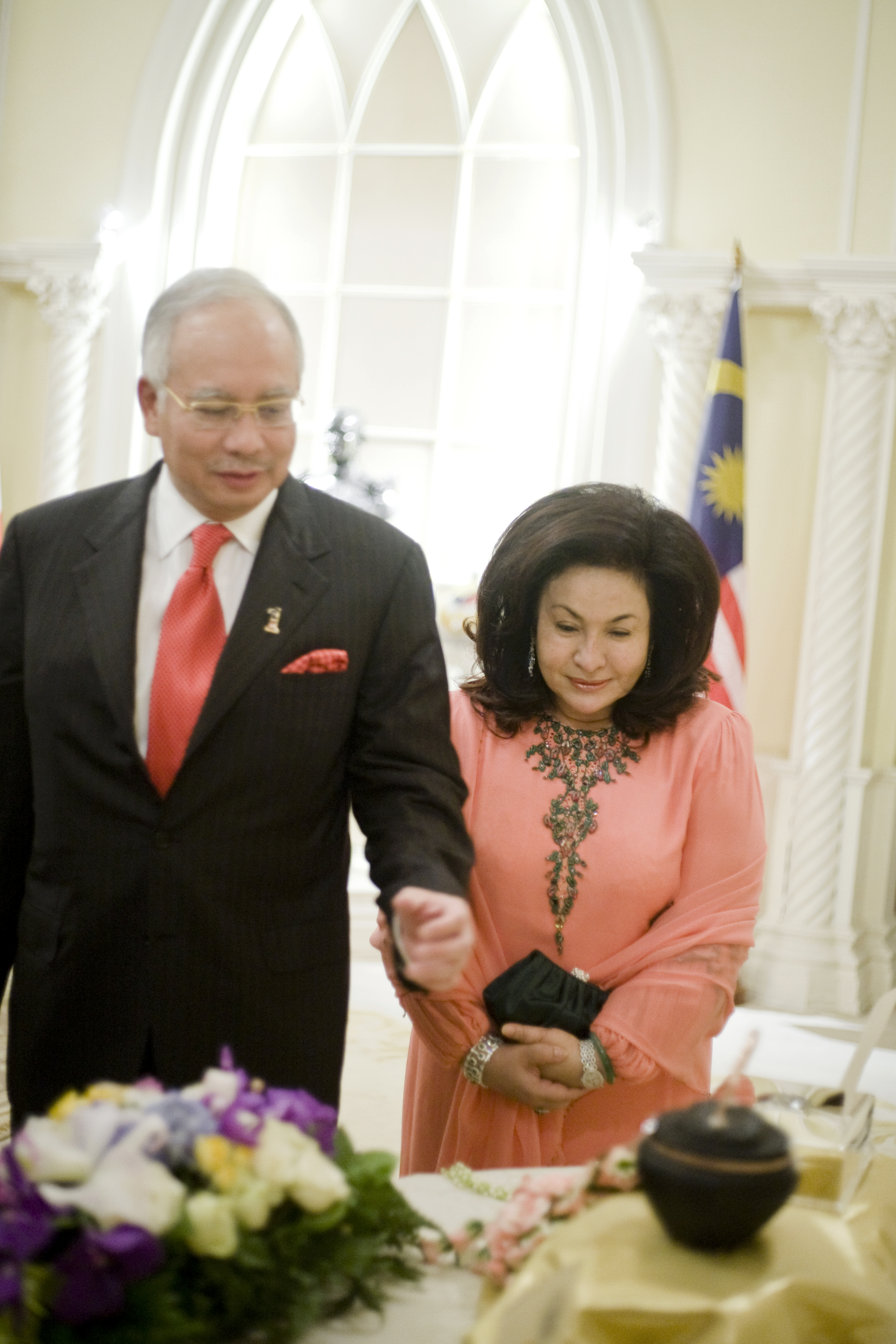
纳吉与现任妻子罗斯玛·曼梳（Rosmah Mansor），罗斯玛过去因奢侈的生活备受批评

第二任妻子，也是现任妻子罗斯玛·曼梳（Rosmah Mansor），是于第一段婚姻结束后同年（1987年）所娶。截至2019年4月11日，罗斯玛一共面对贪污、洗钱及逃税等20项指控，涉案金额超过1309万令吉。2021年2月18日，高庭宣判，罗斯玛在砂拉越369间乡村学校太阳能计划贪污案中表罪成立，需出庭自辩，一旦罪成可被判监禁最多20年，或罚款贿金的5倍或1万令吉，视何者为高。

## 政治生涯

### 马来西亚国防部长（1999年至2008年）
纳吉担任马来西亚国防部长期间于2003年12月提出了强制军事服务计划。计划开始后的首五年，超过339000位马来西亚青年参与了国民服务计划（PLKN），但该计划一直都管理不善，截至2008年5月已有16人在该计划中丧生。
法国法庭正在调查2002年至2008年马来西亚国防部购买两艘鮋魚級潛艇中出现所指控的舞弊案（鲉鱼级潜水艇抽佣案），纳吉当时是国防部长。该指控指出纳吉助理阿都拉萨·巴金达在法国潜艇制造厂DCNS收了“佣金”。蒙古女郎阿尔丹杜雅·沙丽布（Altantuya Shaaribuu）被聘为法语翻译员，为巴金达提供翻译服务的同时也是他的情妇。随后她试图勒索巴金达50万美元，最后遇害死亡。两位身为纳吉保镖的警察随后被控谋杀罪名成立。

## 首相（2009年至2018年）
2009年4月3日，纳吉在国家皇宫宣誓就任马来西亚首相。4月9日，纳吉召开首场新闻发布会宣读新内阁名单，会上允许国内外媒体采访，但拒绝接受记者的任何提问，而《独立新闻在线》是唯一遭首相署办公室下令禁止采访的网络媒体，《独立新闻在线》总编辑庄迪澎隔日致函首相署，要求说明禁止采访记者会的原因，但未获得答复。非政府组织独立新闻中心（CIJ）与维护媒体独立撰稿人联盟（WAMI）对此发表联合声明，批评纳吉自毁公信力。声明指出，《独立新闻在线》因日前刊登了一些评论，批评了《中国报》与《星洲日报》针对纳吉的正面报道，亦强调禁止记者采访已违反媒体自由的原则。
纳吉在任首相兼财政部长期间，马来西亚国家银行储备金从1,417亿美元减少到将近1,000亿美元，并于2017年被国际评估机构穆迪（Moody）列为全亚洲第二弱的外汇储备。纳吉个人也曾于2016年2月1日被财经权威媒体《亚洲金融》评价“亚洲最差财长”。他在任期间的贪污腐败和一个马来西亚发展有限公司丑闻（1MDB）导致了其个人的民调下降。此外美国《时代杂志》亦曾于2016年3月将马来西亚列为全球首5个遭贪污丑闻笼罩的国家。
纳吉还因其家族（尤其夫人罗斯玛·曼梳）的奢侈生活饱受批评，他的夫人罗斯玛曾收集各种各样的奢侈品如名牌包包、钻石等物品，其中包括了爱马仕（Hermes）和路易威登（LV）名牌包包，以及世界奢华品牌之一的毕扬香水（Bijan）。他们的奢侈生活也一度引起了前任首相马哈迪·莫哈末的不满。2018年2月22日，纳吉在传授自己保持健壮的秘诀中表示自己不吃白饭，只吃秘鲁进口的藜麦（Quinoa），被批与普通民众相比，生活过于奢侈。

### 一个马来西亚
一个马来西亚（1Malaysia）是纳吉于2008年9月16日推介的理念，呼吁内阁，政府机构，公务员强调促进种族和谐及国家团结。
2008年9月17日，纳吉启动网站1Malaysia.com.my，作为一个与马来西亚公民能更有效联系平台的努力及支持更广泛的一个马来西亚运动。有调查认为纳吉和巫统很努力地制造良好感觉，通过聘请部落客和其他社交媒体使用者来实现，有时这些人被称为“网络军团”。
纳吉也被批评在任职期间尽管推行了一个马来西亚计划，马来西亚种族关系却明显的恶化。2011年2月8日，前美国驻马来西亚大使约翰马洛特在《亚洲华尔街日报》撰一篇题为 “大马种族主义的代价”评论中狠批纳吉虚伪，因纳吉根本没有认真落实本身提出的一个马来西亚理念，反而纵容马来西亚种族主义恶化，造成马来西亚在短短3年流失50万名人才。约翰马洛特也强调，马来西亚的种族主义现象已令国家经济成长放缓，甚至对外流失人才。
在纳吉的任期内巫统党内种族言论修辞元素也越来越激进，主要是针对华人。

### 2013年大选

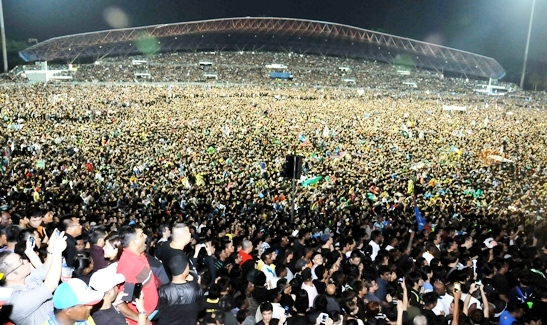
2013年5月8日，超过12万人聚集在雪兰莪州格拉纳再也体育馆举行示威，抗议第十三届马来西亚全国大选不公，质疑纳吉领导的执政党国阵在选举中舞弊

2013年4月3日，纳吉於上午11時35分宣布解散国会，这也是马来西亚历史上最迟解散的国会。5月5日的大選，國陣雖勝出，但普選票較民聯少。在大选投票和点票期间，出现了多种不同的选举舞弊情况，最终在一片争议声中纳吉连任马来西亚首相。

### 推行消费税
马来西亚在2015年4月1日推行了商品与服务税(GST)。消费税主要包括进项税 (Input Tax) 以及销项税 (Output Tax)，进项税是指在购买商品及服务时所支付的消费税；销项税则是指在营业销售时向客户所收取的消费税。由于目前推行的销售 (Sales Tax) 及服务税 (Service Tax) 有其不善之处，政府才决定以更完善的消费税取代。对缴税者来说，消费税将会是一视同仁，对所有人征抽税务的税制，即使是那些曾经设法逃税的人，也无可避免。
自馬來西亞的GST推行之後，據智庫達魯依山研究所的民調顯示，有八成以上的民調覺得消費稅會帶來通貨膨脹，自马哈迪·莫哈末於2018年再任相之後，於6月1日將GST降至0%，馬來西亞的GST政策實施三年兩個月後停施。

### 任内發生的重大事件
- 2009年7月15日，前马来西亚新闻记者和雪兰莪州议员兼行政议员欧阳捍华的助理赵明福被马来西亚反贪污委员会以证人身份带回以协助调查一宗选区拨款事件。隔天下午，赵明福的尸体在反贪会办公楼隔邻的五楼屋顶被发现，初步怀疑是坠楼死亡，案件仍在调查中[78]。
- 2014年3月8日，一架馬航編號370的客機從吉隆坡飛往北京的途中，在馬來西亞與越南的航空管制區內失去與塔台的聯繫，該機折返回馬來西亞，後於该國霹靂島上空失去衛星聯絡訊號，至今下落不明[79]。
- 2014年7月17日，一架馬航編號17的客機從阿姆斯特丹飛往吉隆坡的途中，在乌克兰东部顿涅茨克州多列士附近被地对空导弹击落、距俄罗斯边境40公里的地方[80]。乌克兰紧急救援人员已在事故现场找到失事客机的黑匣子[81]。
- 2015年6月5日，沙巴兰瑙（英语：Ranau）发生5.9级地震，造成18人死亡，纳吉次日仍按既定行程访问沙特阿拉伯三天。虽然他出访期间频发声明及推特悼念死难者，不过反对党仍抨击他轻重不分[82]。
- 2015年9月16日，前马来西亚总检察长办公室的副检察司和马来西亚反贪会（英语：Malaysian Anti-Corruption Commission）副检察司安东尼·凯文·莫莱斯疑似因调查一个马来西亚发展有限公司丑闻而遭人杀害[83]，享年55岁。
- 2017年2月13日，朝鮮最高領導人金正恩的兄長金正男在吉隆坡第二国际机场被刺殺，引發國際社會嘩然，並引發馬來西亞和朝鮮的外交風波[84]。

### 下台
2018年5月9日为第十四届马来西亚大选，纳吉领导的国阵通过各种手段（选区划分不公、舞弊、对付反对党支持者），却在大选中落败。5月10日，纳吉召开记者会表示尊重人民的决定，承认败选并承诺和平移交政权，使马来西亚的政党首次轮替。随着国阵惨败，5月12日纳吉宣布辞去巫统主席及国阵主席职务，以示负责，由巫统副主席阿末扎希代掌巫统主席职务。
5月21日，前任内政部副部长诺嘉兹兰接受英文《太阳报》访问时首度炮轰纳吉和其家人的形象，导致国阵和巫统在第十四届大选失去政权。他认为，纳吉不可能没有意识到领导层的问题，以及对方无法在一个马来西亚发展有限公司丑闻课题上处理贪腐指控，以致国阵和巫统承受败选。

## 一马公司贪污丑闻

### 涉及案件
| 目录 | 案件                                       | 状态       | 罪状                                         | 结果                            |
| ---- | ------------------------------------------ | ---------- | -------------------------------------------- | ------------------------------- |
| 1    | 挪用SRC国际公司4200万零吉资金案            | 已完成审讯 | 3项刑事失信罪、1项滥权罪和3项洗黑钱罪名      | 判处12年监禁及罚款2亿1000万令吉 |
| 2    | SRC国际公司2700万令吉洗钱案                | 尚未审理   | 3项洗黑钱罪名                                |                                 |
| 3    | 1MDB-Tanore金融机构案                      | 审讯中     | 21项洗黑钱及4项索贿罪名                      |                                 |
| 4    | 篡改1MDB稽查报告案                         | 已完成审讯 | 滥权和串谋犯罪                               | 无罪释放                        |
| 5    | 拖欠内陆税收局税务                         | 审讯中     | 拖欠16亿9000万令吉以及3760万令吉的所得税税务 | 被发出破产通知书                |
| 6    | 挪用阿布扎比国际石油投资公司资金（IPIC）案 | 审讯中     | 6项刑事失信控状                              | 释放不代表无罪（DNAA）          |

### 早期报导和行动

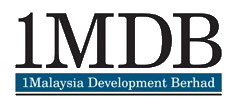
一马公司标志

希盟政府上任执政后，使对前朝国阵政府人物涉及的一系列贪污案进行提控和调查，而纳吉和其家族人员因身兼几宗争议案件，被视为是贪腐调查的重要人物，其中最着名的案件是一个马来西亚发展有限公司丑闻。纳吉担任首相任内，在他倡议下于2009年作为政府的经济转型计划下成立的国有投资公司，他也是一个马来西亚发展有限公司（1MDB）顾问团主席。不过，一马公司运作六年后被报导指出现了420亿令吉的债务，使国家经济成长出现了负面前景。

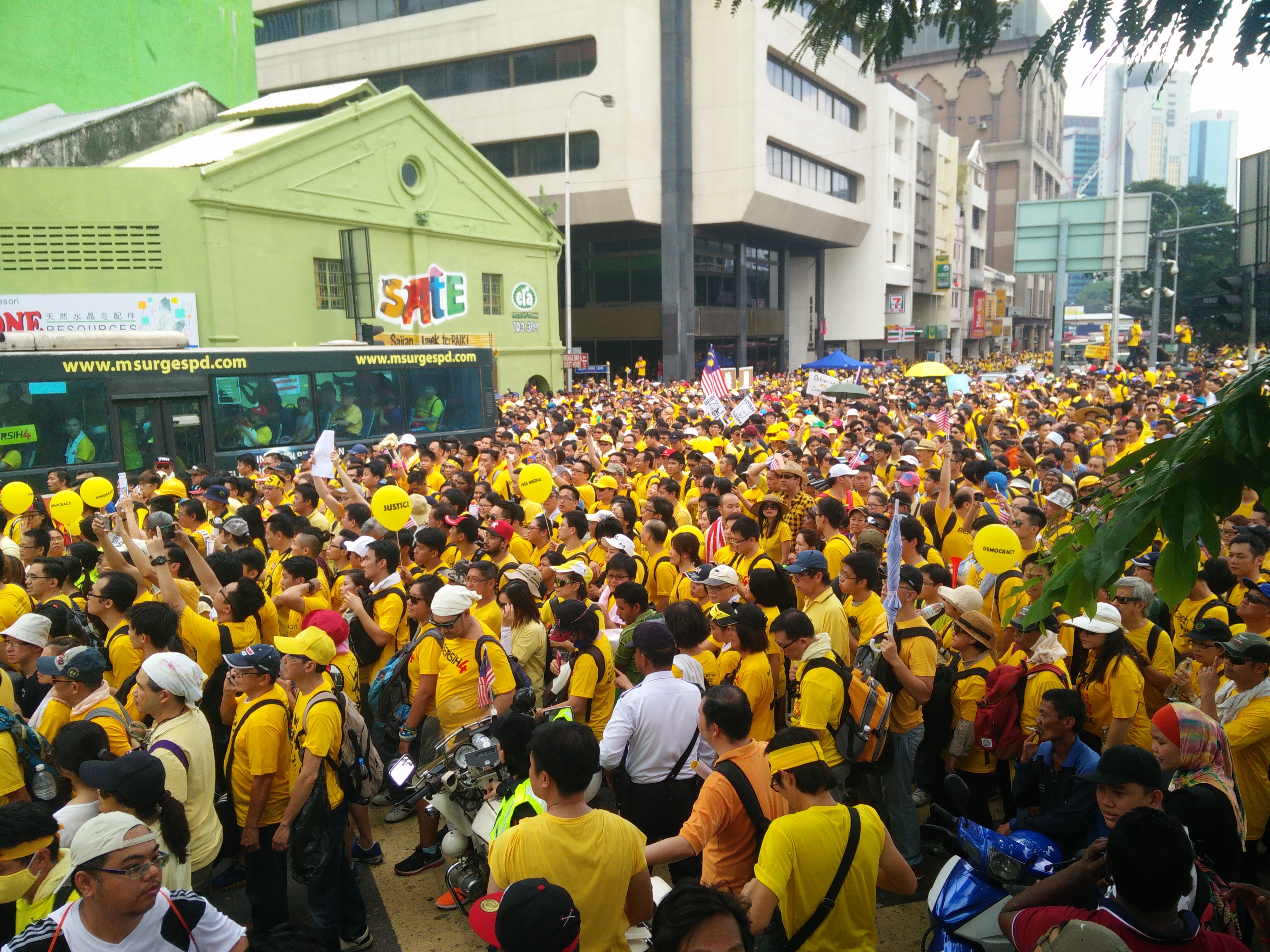
一马公司丑闻爆发后，马来西亚非政府组织干净与公平选举联盟（净选盟）于2015年8月29日至30日在首都吉隆坡及全国各地主要城市举行第四次和平集会（2015年净选盟4.0集会）

2015年7月2日美国《华尔街日报》揭露指控，与一马公司有联系的约26亿令吉汇入了纳吉的私人银行账户，触发了要求他辞职的广泛呼声。纳吉否认犯了任何错误，并宣布要起诉该报。7月6日，一马公司丑闻的事件发展导致美元兑令吉下跌至3.8050，首次超越了2005年脱钩时的汇率。为了佐证指控，华尔街日报在7月7日公开一部分机密文件来据称显示26亿令吉如何从一马公司进入纳吉私人银行账户。这些文件展示了在2013年3月，2014年12月及2015年2月间的有关转账记录。
多个机构组成的特工队于7月10日成立，以调查华尔街日报的指控，即已关闭的纳吉阿马伊斯兰银行账户是否获得转账的款项，后来证实纳吉在该银行有两个账户。特工队也确认其中六个不属于纳吉的账户已冻结，但不透露账户拥有者的名字。
8月3日，马来西亚反贪污委员会表示该汇入纳吉私人账户的26亿令吉是捐款者，而不是来自一马公司，但反贪会却没阐述谁是捐款人及其转账目的，还有为何7月2日出现这指控后一个月的时间才出现此解释。巫统关丹区部主席旺阿德南（Wan Adnan Wan Mamat）指该26亿令吉献金是来自沙地阿拉伯，为了感谢对抗恐怖组织伊斯兰国而汇款。他之后还表示菲律宾及泰国南部的穆斯林社群也有收到类似的献金，因此该献金是针对纳吉个人而不是巫统，该款项所以汇入了纳吉的私人账户。
这丑闻在2015年8月28日出现了戏剧性的扭转，巫统浮罗交怡区部妇女组代表阿妮娜（Anina Saaduddin）以民事诉讼起诉纳吉，指控他欺骗党员，没有展示汇款收据及捐款人所使用的账户，还有挑战纳吉指26亿令吉献金是作为2013年大选用途。此诉讼在吉隆坡高庭申请，也点名了党执行秘书阿都劳勿（Abdul Rauf Yusof）。该诉讼后来因为起诉人阿妮娜被巫统开除党籍及后来加入土著团结党而自己决定撤销诉讼。
2015年9月21日，纽约时报报导美国调查当局正在调查有关纳吉的贪腐指控及涉及的相关人士，特别是纳吉继子里扎（Riza Aziz）及亲友透过其空壳公司在美国这几年的购置产业记录，同时调查纳吉私人银行账户中的6亿8100万美元汇款来源。
该汇入纳吉私人账户的26亿令吉“献金”指控，促使反对党在2015年10月18日提出对纳吉的不信任动议。
2016年1月26日，马来西亚总检察长莫哈末阿班迪阿里宣布对于纳吉私人银行账户里的26亿令吉的汇款调查已经关档。由阿班迪领导调查的反贪会结论该献金没有违反任何法律，没有贪污成分。阿班迪是由纳吉于2015年7月提名委任，取代被解雇的前任总检察长阿都干尼·巴代。虽然《马新社》报导阿都干尼是因为健康原因而辞职，但很多推测认为他是因为有关一马公司贪腐调查而解雇。总检察长表示该26亿令吉是源自沙地阿拉伯王室，尽管沙地外交大臣及财政大臣对此献金表示不知情。

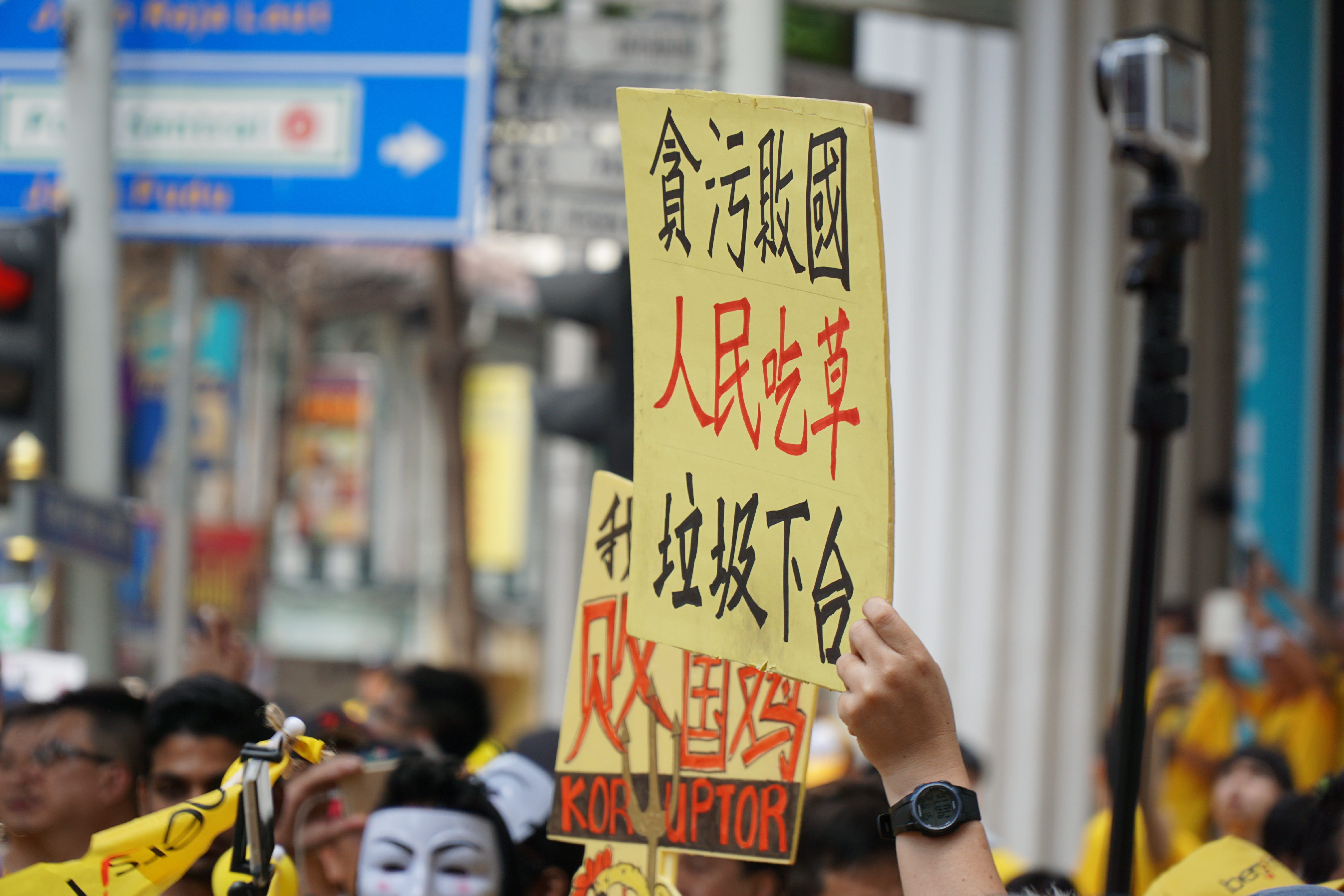
在2016年净选盟5.0集会中，抗议者举起中文标语写着“贪污败国，人民吃草”，并要求纳吉（谐音垃圾）下台

阿班迪指纳吉在2013年已归还当中的6亿2000万美元给沙地王室，但没有解释纳吉没归还的6100万美元去向。 纳吉对调查结果表示赞赏，并重申他不犯下任何不法行为。3月30日，华尔街日报，时代杂志及一些新闻机构报导纳吉夫妇在奢侈品及旅费中花费了1500万美元。 在2014年12月24日，纳吉正在与美国总统奥巴马进行高尔夫球外交活动期间，马来西亚的调查文件显示罗斯玛在夏威夷檀香山的香奈儿专卖店购物，花费了130625美元。该指控受到该专卖店职员的确认，并回忆纳吉夫人于2014年12月25日前在这高档的阿拉莫阿纳中心购物。

### 调查与指控
2016年7月，美国司法部启动诉讼，以充公一马公司被挪用的总值10亿美元位于美国的资产。在这诉讼文件里，一位高阶级的政府官员操控一马公司，被称为“一号马来西亚官员”（Malaysian Official 1），在文件里被提及了30次。“一号大马官员”被指控获得了6亿8100万美元（后来已归还了大部分），这是一马公司被偷窃的资金。2016年9月，首相署部长兼国阵宣传策略局主任阿都拉曼达兰确认，“一号大马官员”是纳吉。达兰指纳吉没有被点名是因为“他不是调查的一部分”。
过往美国就一马发展公司舞弊案展开调查时，多次以“一号大马官”形容当中主要涉案者。2019年12月19日，美国证券交易委员会就高盛集团前东南亚地区主管莱斯纳抵触该国多项法令的指令（order）中，美国证券交易委员会多次点名提到纳吉接受贿赂，作为对高盛集团获得有利可图债券业务的回报。

### 退位後的調查
自2018年馬來西亞大選敗選後，納吉於同年5月12日因貪腐案被新任首相马哈迪·莫哈末限制出境，因此一馬公司案繼續被調查，並召納吉、關係者等人問話。之後納吉的住家、私宅、安全屋等都被搜查。
同年7月3日，下午2点35分，纳吉在家中遭反贪会逮捕，他在7月4日早上8时30分被带到吉隆坡法庭，被控3项刑事失信罪和1项滥权罪控。纳吉否认这4項罪名，被谕令以400萬令吉及2名擔保人下保釋，不過在代表律師沙菲益向法院求情之下，改为以100萬令吉及2名擔保人下保釋。
8月7日，納吉被反貪會於大馬反貪學院召問口供45分鐘後，於次日（8月8日）被帶至吉隆坡高庭面對反貪會的2001年反洗黑錢和反恐融資法令指控，再增加3项洗黑钱控状，此為納吉退位後的第二度面控。
9月19日，因面臨起訴而被逮捕至武吉阿曼錄口供，於9月20日上庭，為納吉退位後的第三度面控。

### 宣判结果
2019年11月11日，高庭宣判纳吉涉及SRC国际公司3项刑事失信、1项滥权和3项洗钱案，所有控状皆表罪成立，纳吉需要出庭自辩，是马来西亚独立以来，首位出庭自辩的前首相。
2020年7月28日，吉隆坡高等法庭宣判，纳吉涉及一马弊案的SRC洗钱案的7项指控，包括3项刑事失信罪、1项滥权及3项洗黑钱控状罪名成立，各控状判监禁10年；滥权控状判监禁12年，兼罚款2亿1000万令吉；至于3项洗黑钱控状，各判监禁10年。7项罪名的刑罰总共是监禁72年和罚款2亿1000万令吉，但各项刑期同时执行，最终判处监禁12年和罚款2亿1000万令吉，若无法缴付罚款则加监5年。

### 提出上诉
2021年4月5日，马来西亚上诉庭就纳吉所涉SRC国际公司4200万令吉案提出的上诉举行聆审。
5月18日，经过15天的开庭聆讯后，纳吉的SRC国际公司上诉案完成审讯，而上诉庭将再择日宣布判决。惟纳吉的团队经常以各种理由推迟出庭时间，使判决日期数次延迟。在最后一次试图延迟出庭的理由中，主控官斥责纳吉的担保人不负责任，警告再不出席庭审不排除向纳吉发出通缉令。
12月8日，上诉庭3师一致驳回纳吉的SRC国际公司案上诉申请，维持高等法院的裁决。上诉庭阿都卡林（Abdul Karim）解释，高等法院法官莫哈末纳兹兰对纳吉的裁判决定没有任何错误，因为针对纳吉的表面证据已经被证明。上诉庭也认同，高等法院法官莫哈末纳兹兰在马来西亚反贪污委员会法案第23条规定的滥用权力指控进行了正确的解释和应用，这一点在大量证词中也是无可辩驳的。这确定了上诉人（纳吉）在SRC有超越其职务的利益，这笔40亿令吉贷款给SRC公司的行为不仅不符合国家利益，反而造成国家蒙羞，因此没有充分的理由不同意高等法院法官的裁决。纳吉代表律师随着向联邦法院提出上诉，并申请暂缓执行判决。副检察官V Sithambaram反对纳吉提出的暂缓定罪的申请，但纳吉代表律师沙菲宜阿都拉辩护，刑事诉讼第311条文规定，被定罪后有权上诉，因此可以延期。上诉庭3师在听取了有关各方的论点后批准这项申请，以等待上诉。纳吉在上诉期间可以继续履行北根国会议员的职责，但不再具备资格参与任何选举。
纳吉于2021年12月1日在其被判7项涉及挪用SRC公司资金的控状罪成而提出上诉的案件中，向上诉庭申请为该案提呈和纳入新证据。2022年3月16日，联邦法院五司一致驳回纳吉纳入新证据的上诉申请，首席大法官东姑麦润在裁决时指出，上诉庭作出的裁决是正确的，联邦法院五司没发现任何可上诉的错误。
2022年4月25日，纳吉在入禀的上诉申请书中提出了94项他必须在SRC国际公司案件中无罪释放的理由。6月7日，纳吉透过其律师团队向联邦法院入禀申请通知书，要求将新证据纳入SRC国际公司上诉案的申请，寻求庭令宣布在高庭审理的案件无效。其首席辩护律师沙菲宜阿都拉在1MDB案件审讯休庭后召开记者会时表示，裁定纳吉在SRC国际公司案7项罪名成立的承审法官莫哈末纳兹兰与该案件存在利益冲突，因此入禀寻求联邦法院撤销案件及宣布案件无效。
2022年8月16日，在经过大约2小时30分钟的商讨后，以联邦法院首席大法官东姑麦润为首的联邦法院五司一致驳回纳吉在最终上诉中纳入新证据的申请。东姑麦润在发表裁决时说，纳兹兰之前在银行任职与纳吉的控罪并无关联，因此谕令继续审理上诉案。纳吉代表律师郑宝德随后提出申请，要求展延审讯3至4个月，唯最终再度被驳回。
2022年8月18日，纳吉首席辩护律师郑宝德向联邦法院申请退出案件最终上诉。联邦法院五司在休庭商议后，一致决定驳回郑宝德的要求。
2022年8月23日，联邦法院五司一致驳回纳吉在SRC洗钱案终极上诉，维持原判，纳吉即日入狱到加影监狱服刑12年，成为马来西亚历史上首位被判入狱的前首相。在联邦法院驳回其最终上诉后，他于傍晚6时05分抵达加影监狱。（参见：对纳吉·阿都拉萨入狱的反应）

### 66亿令吉失信案
2018年10月25日，纳吉和财政部前秘书长依尔万因被控6项失信罪，涉及66亿3606万5000令吉的案件，被马来西亚总检察长建议每人300万令吉保释候审，引发控辩双方就保释金额展开激烈的辩论。最终吉隆坡地庭法院谕令，纳吉和依尔万各需交付100万令吉保释金、两名担保人和缴交两本护照保外候审。截至10月25日，纳吉在此前的3次提控中已经缴付了450万令吉保释金，此為納吉退位第四度面控。2022年3月3日，高庭驳回纳吉和依尔万寻求宣判他们所面对的6项失信66亿令吉的控状获释但不表示无罪所提出的申请，法官嘉米尔在裁决时说，法庭驳回上述申请的理由是，控方已做好审讯的准备。

### 修改1MDB稽查报告案
2018年12月10日，纳吉因涉嫌篡改一马发展公司（1MDB）稽查报告而遭到反贪会逮捕。
2018年12月12日，纳吉被控滥用职权，指示在1MDB最终审计报告提呈国会公共账目委员会之前进行修改，以避免本身受到对付，惟他否认有罪。他被控身为公职人员即马来西亚首相，指示在上述报告完成及提呈公账会之前进行修改，保护本身免于受到与1MDB事件有关的纪律、民事或刑事行动对付，以在和本身有直接利益的1MDB事件中得益。控状指纳吉于2016年2月22日至26日期间，在首相署犯下上述罪行，因而抵触2009年大马反贪污委员会法令第23（1）条文（滥用职权收受贿赂罪行），一旦罪成，可在相同法令第24（1）条文下监禁不超过20年，以及罚款不少于贿金5倍或1万令吉，视何者为高。同日，在经过控辩双方的一番争论后，法官批准纳吉以50万令吉保外，惟不批准他分期支付保释金。
2022年11月15日，高庭法官莫哈末再尼聆听各方的控方举证程序结案陈词后，择定2023年1月30日裁决纳吉和阿鲁甘达被控表面罪名是否成立。

### 破产通知
2021年4月5日，由于纳吉拖欠近17亿令吉所得税未还，内陆税收局向他发出破产通知书，纳吉直言，随著接获破产通知书，他将失去国会议员资格，以及失去在全国大选竞选的资格。不过下议院议长阿兹哈阿兹占·哈仑对此解释，接获破产通知书并不代表失去议员资格，因为法庭没有正式宣布纳吉破产，只能视为未偿清债务的人，因此纳吉的北根国会议员身份仍然有效。
5月18日，纳吉的次子纳兹福丁·纳吉因尚未缴清高庭于2020年7月谕令他支付3760万令吉的所得税欠款，而接获内陆税收局发出的破产通知书。

### 高庭发出资产冻结令
2022年2月8日，高庭司法专员阿丹慕斯达法批准一马发展公司和4家子公司的申请，向纳吉发出单方面资产冻结令。随着高庭发出单方面资产冻结令后，纳吉必须在14天内，通过书面向一马公司和其子公司交代，有关6亿8100万美元（约28亿5000万令吉）资产的下落。
2022年3月24日，SRC国际私人有限公司及其子公司获得高庭颁布庭令，禁止纳吉转移或移除其价值4200万令吉的任何资产。法庭指示纳吉，在案件未结案的搁置期间，不得处置任何在马来西亚内或外相关4200万令吉价值资产。同时，法庭也指示他需要在30天内以书面方式，向SRC公司的律师公布其4200万令吉资产。法庭择定此案在5月13日进行案件管理。

### 余静萍泄密案
大马银行前客户经理余静萍在纳吉被裁定罪名成立的SRC国际公司4200万令吉资金案件中为第54名控方证人。纳吉在2019年12月9日入禀诉状，将大马银行伊银、大马银行集团和余静萍列为答辩人，他起诉这三造在管理其账户时疏忽，把资料泄露给遭通缉商人刘特佐。余静萍、大马银行伊银及大马银行集团随后入禀申请撤销纳吉提出的诉讼。
2020年9月28日，高庭法官卡迪嘉裁决纳吉所提出的诉讼毫无理据，而且是可耻、轻浮、无理取闹和滥用法庭程序，所以批准余静萍、大马银行伊银及大马银行集团的申请，撤销纳吉的诉讼。纳吉之后于同年10月8日入禀上诉庭提出上诉申请。
2022年1月27日，上诉庭驳回纳吉针对判决所提出的上诉申请。上诉庭法官雅谷在裁决时说，在考量了上诉方和答辩方的陈词以及高庭的判决后，上诉庭认为高庭法官在判决中并没有犯下可上诉的错误，因此上诉方的上诉没有任何依据。此外，上诉庭也在裁决中谕令起诉方支付4万令吉堂费给大马银行伊银及大马银行集团，以及3万5000令吉堂费给余静萍。

### SRC追讨49亿令吉诉讼
2021年5月7日，SRC国际公司起诉纳吉和其他6人，以追讨11亿8000万美金（约49亿令吉）的损失。不过，该公司较后取消了针对其他6人的诉讼，仅保留了纳吉一人为答辩人。SRC公司指控在2012年5月1日至2019年3月4日期间，担任该公司名誉顾问的纳吉滥用职权、挪用该公司的资金牟取个人利益。
2022年2月22日，纳吉申请暂缓该民事诉讼的审讯遭高庭驳回。承审的高庭法官阿末法依鲁也谕令他在40天内提交答辩书。2月24日，高庭择定2023年2月13日起针对诉讼展开16天的审讯。

## 退位后活动

### 网络活动
纳吉自首相职位退位后，发起「害羞啥？我的老板」运动成为网络红人，企图在政治上卷土重来。他在社交网络也相当活跃，几乎每天都会发布新的贴文，当中内容因贴近社会大众的生活而引起共鸣。截止2022年5月22日，纳吉的Facebook专页共有460万名粉丝，Instagram则有97万7000名追蹤者。他也曾多次举报和嘲讽敌对政党人物的言行举止，获得了网络「抽水王」的称号。著名的例子如下；
- 2019年9月1日，纳吉在脸书上转发倪可敏的臉書粉丝专页上一个羞辱雪兰莪苏丹沙拉弗丁的贴文引起争议。2019年7月，雪州苏丹颁布拆下双语路牌的法令，引发华裔网民不满，一名网名「救世黄鸭」的网民抨击此决定的贴文随后出现在倪可敏的粉丝专页上，纳吉指控对方煽动网民羞辱国家元首，雪州王室随后报警处理。10月3日，贴文原作者出面澄清贴文被人滥用煽动情绪，对此情况公开抱歉[190]。警方随后传召对方调查，倪可敏否认相关指控，表示专页被人假冒，自己并不知情，之后报警处理起诉纳吉诽谤。

- 2019月10月16日，纳吉在脸书上贴文举报指行动党前党员丘光耀发行给学校的《互利共贏的一帶一路》漫画内容泄嫌讨好民主行动党和宣扬共产主义，诋毁前朝政府、他和其家人引起风波。8天后，马来西亚教育部与内政部宣布，禁止该漫画在学校发行并列为禁书[191]。

- 2020年1月4日，纳吉在脸书上传人民公正党旺莎玛珠国会议员陈仪乔对不满的民众「扮鬼脸」的视频引起热议，陈仪乔次日召开记者会，澄清她当时正在整顿市夜小贩的问题，当时对她叫嚣的民众是非法小贩才扮鬼脸回应，表示民众只关注她的争议而非努力，让她大感无奈[192]。

- 2020年10月25日，马来西亚最高元首苏丹阿都拉宣布停止一切干扰国家行政稳定的政治活动的文告，表明拒绝时任慕尤丁试图颁布紧急状态的建议，引起马来西亚国内多个宪法组织发文表态质疑苏丹阿都拉是否违反了马来西亚联邦宪法。其中马来亚大学新青年组织于10月30日在其华语和英文网页发表文告质疑国家元首，之后咨询数名宪法专家的意见后迅速撤回了文告[193]，结果引起轩然大波，遭到多方指责和抨击前者对马来西亚最高元首「无礼」[194]。纳吉对此也前来抽水，揶揄马大新青年为何如此快速删除了专页[195]。

- 2022年5月19日，民主行动党资深元老林吉祥在个人博客上的一篇声明提及了「大马首相与部长住宅会否会像上周斯里兰卡被愤怒的抗议者放火焚烧」，点评斯里兰卡的现状与国内生产总值（GDP）的比较内容引起争议[196]。该推文后来通过WhatsApp截屏流传，同时纳吉也在其Facebook上分享，呼吁警方对此展开调查。警方随后于5月21日宣布将以《刑事法典》第505(c) 条文「意图煽动任何人或种族的言论」，以及《1988年通信与多媒体法》第233条文「不当使用网络设施或网络服务」开挡调查[197][198]。林吉祥事后强调本身无意在马来西亚煽动任何动乱，并声称他已预料会有政治亡命之徒和机会主义者会通过他们的宣传人员和网络兵团，来扭曲和曲解他的文告的意义，并指控纳吉是网络兵团的领导者[90][199][200]。

巫统主席阿末扎希更对纳吉在网络上的影响力对巫统及国阵作出的贡献，称呼后者是「社交媒体之王」。

### 实体行动
尽管纳吉在退位后受涉及贪腐的官司的形象影响，但并不阻碍其继续参与多项政治活动。2019年9月8日，纳吉在武吉甘蜜甘榜巴力哈山一项巫伊结盟前的集会上，向约2000名支持者发表谈话时称9月14日的巫伊结盟将是新马来西亚的历史性篇章以及捍卫马来人的重要平台。同年11月14日，纳吉在一场讲座会上，针对林冠英作为财政部长一事发表仇视华人的言论。遭希望联盟四党严厉谴责并认为纳吉的言论表现出他是种族主义者。
2021年8月3日至16日期间，巫统与共同执行的国民联盟正式决裂，宣布撤回对慕尤丁担任首相的支持，并发起倒阁行动推翻执政党。巫统也曝光一份2021年7月29日至2021年8月3日签署的倒慕派信函，其中显示纳吉与13名国会议员连署宣誓书表明撤回对慕尤丁的支持。最终迫使失去多数议员支持的时任首相慕尤丁黯然宣布下台。尽管纳吉是支持推翻国盟政权的国会议员之一，但并不阻碍国盟与国阵的合作关系。纳吉在2021年马六甲州选举期间，他联同慕尤丁参与竞选活动，并前往渔村和菜市场拜访当地选民。事后两人因违反防疫规定遭到卫生部罚款。11月29日，纳吉获得联邦法院批准短暂解除其出国禁令，前住新加坡探亲，结果引起在野党质问中央政府为何欠税还可以出国的声浪。12月27日，纳吉担任出席由国际战略研究院（ISI）与中国国际商会（CCOIC）和大马一带一路总商会（PMOBOR）联办的2021年世界华人经济论坛（WCEF），引起社会舆论批评主办方邀请前首相纳吉担任开幕礼嘉宾和主要演讲人不合适。
纳吉也参与2022年柔佛州选举，并为巫统候选人进行拉票的宣传行动，期间因违反防疫规定再被卫生部开罚5张罚单。3月24日，纳吉到访槟城，试图拉拢当地华裔选民，引起行动党拉“国家之耻”布条抗议。

### 入狱后
2022年9月4日，因SRC案被判入狱12年而在加影监狱服刑的纳吉因感觉疼痛入院接受身体检查，据媒体引述消息，指纳吉是因肠道出血而被送往吉隆坡中央医院治疗。纳吉的特别助理莫哈末慕克里斯（Muhamad Mukhlis Maghribi）向多家媒体证实，纳吉入院进行必要的身体检查，并且情况稳定。他在隔日早上出院后，随着就涉及的1MBD案件再被传召上法庭接受审讯。另外，国会下议院议长阿兹哈·哈仑同日证实，纳吉已在9月2日入禀联邦法院申请特赦，在等待申请的14天内，纳吉仍保留国会议员资格。
几天后，纳吉再以医院提供的新药物导致身体不适的理由而暂停其1MDB案件的审讯。不过包括医疗总监诺希山在内的数名专科医生则驳斥该理由。为了避免药物导致身体不适引起的争议，卫生部长凯里·嘉马鲁丁指示纳吉将接受全面检查。首相依斯迈沙比里也亲自指示卫生机构为纳吉提供最佳医疗。纳吉在服刑期间获得高规格的医疗对待引起争议，卫生部第一副部长诺阿兹米辩称在提供医疗方面没有偏私，会一视同仁给予国人最佳的医疗服务。有关待遇引起舆论诟病。
2022年10月25日，网络疯传正在监狱服刑的纳吉身穿衬衫接受电视台访问的照片，引发热议。对此，监狱局强调，并没有任何媒体在监狱中为纳吉录制视频，并指流传的视频乃是大马国营电视台（RTM）此前录制的第57集‘漫游大马一家’（Kembara Keluarga Malaysia），视频是在纳吉入狱前所拍摄。

## 其他争议与批评
《火箭报》和马哈迪·莫哈末称纳吉是马来西亚史上最烂首相，国际媒体《经济学人》和《蕾秋·玛多秀》曾公开标签他为“小偷”。各种丑闻的发生使纳吉备受批评。

### 种族性言论
1987年10月17日，时任巫统青年团（巫青团）代团长纳吉在吉隆坡甘榜巴鲁的TPCA体育馆召开了一场拥护政府的万人大集会，现场出现了许多具有“排华意识”的横幅，包括了“那些反对马来统治者的人将被撤销公民身份”、“5月13日已开始”（指五一三事件）、“让它（马来短剑）浸泡在在华人的血泊中”、“以华人的鲜血洗马来人短剑”等标语。纳吉还在集会上手持马来短剑并说过“我不会收回这把马来短剑，除非它尝到华人的血”的言论。上述集会记录在1988年3月3日马来西亚国会上提呈的一份政府白皮书《朝向保护国家安全》。直到2009年纳吉出任首相后，反對黨民主行动党主席卡巴星也曾在国会中就此事诘问纳吉，纳吉对此给予否认：“这个事件不曾发生，我也不曾发表这样的言论。”
2021年2月10日，前首相马哈迪·莫哈末在脸书贴文提及到该事件“在1987年/88年，纳吉是否记得，他拔出马来短剑和要用华人的血，为短剑沐浴。”（Lagipun, kalau isu yang berlaku 1987/88, Najib boleh ingat yang dia hunus keris dan nak mandikan keris dengan darah orang Cina.）。
2022年3月29日 ，纳吉在访问槟城后就過往发表反华言论作出澄清，聲稱从来没有在1987年发表过「用华人鲜血沾湿马来短剑」的言论，并称这是经过编辑的虚假新闻。

### 发表不利华小言论
1990年9月19日，马华公会联邦直辖区联委会主席陈财和说，他将会收集纳吉自1987年以来所发表不利于华小的言论。纳吉于此前9月15日在国大为巫青团主办的1990年教育大集会主持开幕时建议，在新的教育体系下，让华小及淡小继续发展，惟有些科目应使用马来语为媒介语。

### 被指触犯煽动法令
1990年12月1日，民主行动党社会主义青年团团长林冠英到马六甲中央警署报警，指纳吉煽动人民反抗统治者，触犯煽动法令。林冠英指出，纳吉在该年11月30日亚洲周刊第32页，发表贬低吉兰丹苏丹的言论，同时在11月29日巫青代表大会上，指吉兰丹苏丹所为，是严重干政。林冠英也说：“巫青团于11月29日通过的提案，刊于各报，也多次提到在吉兰丹发生的破坏宪法问题。”

### 蒙古女郎遇害案
纳吉曾有过一位亲密助手叫阿都拉萨·巴金达（Abdul Razak Baginda）。巴金达是於2007年一位蒙古女郎阿尔丹杜雅·沙丽布（Altantuya Shaaribuu）谋杀案受审的三名被告之一，但其后无罪释放。纳吉在法庭宣誓书中据报道有牵连，他在一张照片被照到与阿都拉萨·巴金达和阿尔丹杜雅·沙丽布在一起。 
2008年7月3日，阿都拉萨·巴金达所聘用的私家侦探巴拉苏巴马廉（P Bala Subramaniam）揭露纳吉与阿丹杜雅拥有性关系，而阿丹杜雅更是马来西亚向法国购买潜水艇的中间人，并曾经向纳吉索取50万美元的佣金。巴拉指出，虽然他接受警方录取口供书时，曾告知纳吉与阿丹杜雅拥有亲密的关系，但是警方却把这些惊人的内容删除，没纳入其供词里头，检控官也没有在法庭上盘问他此事。7月10日，納吉在大约九百名巫统基层领袖面前以“真主”之名发誓没有牵涉阿丹杜雅命案。
2019年12月16日，死囚阿兹拉·哈德里通过律师发布法定声明，指控纳吉就是下令其杀害阿丹杜雅的指使人，并入禀法庭申请审核裁决，获联邦法院批准，将于2020年4月聆审。

#### 鲉鱼级潜水艇抽佣案
由纳吉所领导的马来西亚国防部曾在2002年至2008年期间向法国和西班牙购买2艘鲉鱼级潜水艇与1艘奧古斯塔級潛艇，过程中涉嫌非法抽佣的舞弊事件，以及购买的金额过于昂贵而成为马来西亚最贵的军备采购争议事件。该案件也与阿尔丹杜雅·沙丽布谋杀案有间接关联，同时案件涉及法国、马来西亚和香港三地，在法国，案件已有4名法国国防企业相关人士被控，在马来西亚，除了涉事主要人物之一阿都拉萨·巴金达被法国指控之外，至今依然没有任何人士被控上法庭。
2018年11月19日，马来西亚反贪污委员会重新开档调查前朝国阵政府向法国购买2艘鲉鱼型潜水艇案，纳吉也到反贪会总部给口供，是为案件接受调查。

### 回教国论
2007年7月17日，纳吉发表言论指马来西亚从来不是世俗国家而是“一个拥有本身特征的回教国”，他说：“回教是我国的官方宗教，我国是回教国，但不表示我们不尊重非回教徒，回教徒与非回教徒都享有本身的权益”。该言论随后引起各界的回响。
国会反对党领袖林吉祥反驳和斥责这番言论，指纳吉单方面、独断及违反宪法地诠释在马来西亚独立初期，由各族先辈共同协议的建国基本原则。马华公会的中央宣传局隔日也特别发表文告斩钉截铁地表明马来西亚是一个世俗国。马华总秘书黄家泉在翻阅了草拟联邦宪法时的档案后指出，马来西亚肯定是一个世俗国，也是独立先贤们所达至的社会契约和共识。马华马六甲市区国会议员王乃志指出：“我国的穆斯林占大多数并不代表马来西亚是一个回教国，而是马来西亚是一个拥有大部分穆斯林的世俗国”。
前副首相安华·依布拉欣也谴责纳吉挑起回教国课题，试图煽动族群情绪以达至本身的政治利益。

### 国民服务计划
马来西亚国民服务计划由纳吉在担任副首相时创立，但一直都管理不善，截至2008年5月已有16人在马来西亚国民服务中丧生。
纳吉回應：「只有14名孩子死亡，应尽量减少这些死亡的不良报导。」對於因16名孩子死亡而出現暂停计划的呼吁，纳吉回应时表示「（暂停该计划）并不可行因为该计划是多方涉及的」。該声明令马来西亚的父母和公众不滿，有人認為纳吉关注的是避免死亡数字持续增加多过孩子的死亡。

### 诗巫补选贿选
2010年5月15日，纳吉在诗巫补选投票前夕，在拉让花园（Rejang Park）开出500万令吉治水支票的举动，因为《当今大马》的现场录影，让事件在网路继续热烧。当时，身穿白色“一个马来西亚”制服的纳吉向现场大约3000名民众问道
|  | 在这里有排水的问题，对吗？这里有水灾是吗？有吗？没有？拉让花园有水灾的问题。 |

|  | 他们告诉我，你们需要300万。我要跟你们做一项协议（deal），可不可以（台下：可以），我们是否可以有协议或谅解？（台下：可以）肯定哦。好的，这项谅解是很简单的，你帮我，我帮你。（台下传来笑声和掌声） |

 

纳吉接着强调自己和国阵向来都遵守诺言，而乌鲁雪兰莪补选就是一例，其中他在选前答应一旦胜选，就会给叻沙华小300万令吉拨款，作为新校舍的经费；而之后他也兑现了诺言。如今他要跟诗巫选民作类似的协议。
|  | 如果你们在星期天给我（投）刘会耀，我会在星期一吩咐人准备好支票。可以吗？可以吗？可以吗？可以。这是我们今晚的协议。刘会耀在星期天晚上成为国会议员，我在星期一就会叫人准备支票。 |

 

纳吉也跟民众讨价还价起来，最后从原本的300万拨款，提升到500万令吉。
|  | 我不知道它要花多少，300万？（台下：500万）500万？哇，刚刚起价了（台下：笑）刚刚说300万，现在500万。500万，可以吗？不过你必须先确保刘会耀要赢，可以吗？（台下：可以）好吧，一旦刘会耀胜利，我会要人准备好500万。（台下欢呼） |

评论人玛丽安（Mariam Mokhtar）在观看录影后炮轰，纳吉言论竟公然地买票，同时藐视人民，而且态度傲慢和虚假。民主行动党国会领袖林吉祥观看后，也高呼完全认同玛丽安的见解，指其公开和粗暴的程度实在令人咋舌，“看过就相信”（Seeing is Believing）。
5月17日，诗巫补选虽然落幕但争议未息，民主行动党全国主席卡巴星指控纳吉，公然以500万令吉治理水患的经费，诱惑选民把票投给国阵的行为，是违法的贿选，足可让纳吉坐牢。

### 谷歌翻譯事件
2011年4月28日，纳吉執掌的首相署在中华人民共和国國務院總理溫家寶訪問時，被疑採用不規範的「网站翻译」模式，將歡迎布條的馬來文內容翻譯成语意不通的中文字句，在文化交流上造成負面形象。
- 巫語原文：
- 網站翻譯：
- 实际含义：

納吉在事發隔天向溫家寶道歉，溫家寶回應為「小事一件」而不影響兩國邦交。此事被報道後引起马来西亚國內外普遍議論，而在國內也有部份马来西亚華人認為马来西亚政府官員漠視中文。亦有部份马来西亚人士和網民質疑是利用了谷歌等翻譯程式。

### 国庆日出国度假
2011年8月31日，为马来西亚国庆日，纳吉在当天前往澳大利亚度假。由于过去几任首相都不曾在国庆日期间出国度假，因此民主行动党嘲讽纳吉“创下了国际的记录”。
此外，据《马新社》报道，纳吉远赴澳洲期间在一场与当地马来西亚留学生交流晚宴上所发表的演说，获得出席的学生一片赞好。但《当今大马》通过一个社交网站得悉在澳洲求学的学生，申诉其本身的言论遭篡改。当天出席晚宴的学生否认《马新社》的报道，声称本身的言论已遭添油加醋的篡改，他们反称纳吉当晚的演说内容不甚特别。

### 一个大马国民餐单计划
2011年10月18日，纳吉高调以马币3令吉购买特色午餐，菜色包括雜菜、雞肉和煎蕊冰，引起了官方媒体的大肆报道。10月20日早上，人民公正党派出数名议员助理突击首相到访的3家“一个大马人民餐单”计划餐馆，不过发现3令吉根本买不到纳吉前天吃过的经济饭，只能買到白饭、一份鱼和一份杂菜，要享用如纳吉早前选择的午餐則需花费6令吉。
公正党在餐馆购买了经济饭后，再到国会大厦召开记者会揭露此事。公正党峇都国会议员蔡添强表示根据助理的调查，业者提供的“一个大马人民餐单”经济饭是「货不对办」。

### 批评LGBT权益
纳吉担任首相期间曾多次表明拒绝承认LGBT权益。在2012年6月27日，他表示绝不认同同性恋、双性恋和变性者在马来西亚的社会地位，并确保自由主义与多元主义思想无法在马来西亚立足，以捍卫伊斯兰的圣洁教义。同年7月19日，纳吉会见超过1万名宗教司与清真寺委员时，标签同性恋、双性恋与跨性别群体，以及自由主义派及多元主义派是伊斯兰教的敌人。之后人权观察亚洲区副总裁菲罗伯森（Phil Robertson）曾发表公开信，敦促纳吉尊重LGBT，并认为马来西亚法律、政策和政策落实违反了国际对保护LGBT权益的准绳。
2015年8月，纳吉在雪兰莪州的一场国际伊斯兰讨论会上发表讲话时指出，马来西亚不应该支持更多的LGBT权益。他同时指出，马来西亚作为穆斯林居多的国家，政府承诺将会竭尽所能维护和捍卫人权，但只能是在不和伊斯兰教义有很大冲突的情况下。马来西亚不能再捍卫更多「极端的人权」如男同性恋，女同性恋和变性者权利。对此国际人权组织炮轰纳吉，挑战纳吉如果不严肃看待及重视人权问题、维护人权的话，就应该退出联合国。
Although universal human rights have been defined, we still define human rights in the country in the context of Islam and the Shariah.
2017年9月22日，纳吉在吉隆坡的一场全国伊历元旦庆祝活动上指出：“同性恋、双性恋和跨性别（LGBT）肯定会被我们拒绝，它在马来西亚没有立足之地。”。

### 华人海啸论
2013年5月5日马来西亚大选后，纳吉于5月6日评论选举结果时称，一场由华人选民大批转投在野党而形成的“华人海啸”造成了国阵险胜的结果，这让政府担心社会走向两极化。民主行动党秘书长林冠英于5月7日在槟城评论，希望纳吉能停止这个危险的谎言，表示这不是华人海啸，这是一场城市海啸，并提醒纳吉不应通过种族方面来看待选举结果。砂人民党詹姆士玛欣指出，选举成绩不能以华人政治海啸定论，也不是某个种族特定支持某个阵营的种族分歧。 
2021年11月，联昌国际银行集团（CIMB）前主席纳西尔·拉萨在其回忆录《名之所属》（What’s In A Name?）针对胞兄纳吉把国阵支持率大幅度下跌归咎于“华人海啸”评论称：“事实上，当时他尚未对大选成绩进行初步剖析。”“纳吉应该进行剖析，而不是先怪罪华裔选民，指责选民不懂知恩图报。”

### 实施消费税
2013年10月25日，纳吉宣布政府将在2015年4月1日开始推行消费税（GST），一开始征收的税率是6%，与现有服务税率持平。后消费税成为民众议论的热点，一些人士认为，政府一开始就征收6%的消费税太高了，将构成整体的冲击，尤其加重普通市民的负担。
2015年3月30日，纳吉保证，政府会致力于确保消费税的落实，不会造成人民的负担。

### 2015年沙巴地震处理争议
2015年6月5日，沙巴兰瑙发生5.9级地震，造成18人死亡，纳吉次日仍按既定行程访问沙特阿拉伯三天。虽然他出访期间频发声明及推特悼念死难者，不过反对党仍抨击他轻重不分。前首相马哈迪·莫哈末也以一贯讽刺的口吻说：“我想他很忙，他一定非常忙，首相是很忙的。”

### 赞扬“红衣人916集会”
2015年9月18日，纳吉公开赞扬备受种族主义指控的916红衫军集会，引起各方批评。马华公会青年团巴西古当区团对此事感到失望与伤痛，宣布决定与纳吉断交，不再支持与出席纳吉任何场合的活动，惟将与勇于向纳吉说“不”的柔佛巫统继续合作。马华前总会长林良实亦表示同情马青巴西古当区团党员的心情，并说纳吉在多个课题上无法给予人们一个合理的解释，且表扬916集会是和平及和谐的集会，让人感到失望。

### 林良实诽谤案
2015年10月27日，纳吉入禀法庭起诉马华公会前总会长林良实诽谤。他在诉状中指控，林良实于该年10月3日出席一项拉曼大学学院活动时，指责他滥用一个马来西亚发展有限公司（1MDB）资金的诽谤言论，并刊登在新闻网站。2016年1月12日，纳吉在答复林良实的答辩书时认为林良实必须为本身的言论负上法律责任，同时他也否认入禀高庭起诉诽谤是为了把林良实当成代罪羔羊，以粉饰和合法化本身收取26亿令吉政治“捐款”的弊端。
2018年5月22日，随着纳吉领导的国阵在5月9日大选中惨败，他撤回诉讼，并同意支付2万5000令吉的堂费。

### 2015年国家安全理事会法案
2015年12月，《2015年国家安全理事会法案》经过六小时的辩论后在国会通过。这法案赋予首相更大的权力，可以以安全理由指定马来西亚任何地区为保安区。执法机构可以在被指定的地区无需准证进行逮捕，搜查及没收任何产业。该法案受到人权组织批评指允许政府滥权。马来西亚律师公会直呼这是“倾向成为专制政府”的法案。政府捍卫此法案，部长沙希淡卡欣表示该法律可以更好的协调各制服执法单位，对安全威胁即时做出反应采取行动，还有该法律不违反联邦宪法下的基本人权保障。

### 获评亚洲最差财长
2016年2月22日，财经权威媒体《亚洲金融》评价纳吉为“亚洲最差财长”。

### 审查媒体
自一个马来西亚发展有限公司丑闻发生后，纳吉加大了对媒体的审查制度。
2016年2月25日，网络媒体《马来西亚局内人》被以不当使用网络设施或网络服务为由，被大马互联网监管机构马来西亚通讯及多媒体部（MCMC）封锁。同年3月15日，《马来西亚局内人》出于商业原因关闭，总编辑Jahabar Sadiq向《卫报》表示，自报导了纳吉涉及一马公司丑闻腐败指控的报导后，该网站承受了政府数月来劝阻广告商与其合作的压力。Jahabar Sadiq也告诉英国广播公司（BBC），该网站严重依赖来自马来西亚的网络流量，而政府当局扼杀该网站的一种方法是要求其它公司不要在非官方媒体上投放广告。

### 华裔遭殃论
2017年9月16日，纳吉在太子世界贸易中心举行的华社爱国大集会上警告，若马来西亚失去和平，华裔将最先成为箭靶：“我们拥有马来西亚愿景与新梦想。若这国家没有和平，那会怎样？ ”“若这个国家没有和平，华裔将最先成为箭靶（The chinese will be the first to be targeted）。”
纳吉的“华裔遭殃论”引起在野党强烈批评。民主行动党居銮国会议员刘镇东发文告呼吁人民，给予纳吉及马华公会一个教训，以让他们学习尊重选民及民主。另外，行动党无拉港区州议员黄田志也在文告中说，纳吉言论是彻头彻尾的恐吓和煽动，其目的是要令华社感到不安。

### 官访携带亲人掀议
2018年1月8日，纳吉前往沙特阿拉伯进行5天的工作访问，同时前往麦加朝圣。随行人员有许多纳吉的亲人，其中包括胞弟，女婿及外孙女，引起了争议。首相署之后发出声明表示首相胞弟及相识之人都是自费参与这次行程，是被邀请一起去朝圣。

### 分享养生秘诀
2018年2月22日，纳吉在马来西亚国立大学2018年财政预算案分享问答环节中，传授自己保持健壮的秘诀：
|  | 我不吃白饭，只吃秘鲁来的藜麦（Quinoa）。 |

|  | 我不是很喜欢运动的。我的问题是我很喜欢食物。但（饮食）需要控制，例如我不吃饭，我吃藜麦。 |

此番言论在马来西亚引起争议，纳吉被批与普通民众相比，生活过于奢侈。前首相马哈迪·莫哈末在脸书揶揄说：“我吃本地米罢了。”民主行动党元老林吉祥指出，纳吉吃的藜麦，比3000万名大马人平日吃的白米贵23倍，明显与人民的困苦脱节，《南洋商报》也报导指“藜麦”成为了马来西亚谷歌用户热搜的关键词。
2月23日，首相办公厅澄清，纳吉食用藜麦是其健康饮食的一部分，是源自医生的建议。首相政治秘书王乃志也认为，反对党抨击纳吉发表“吃藜麦”言论，皆因全国大选将至，所以炒作这项课题。

### 警方偷吃巧克力论
2018年5月19日，纳吉抨击警方在搜查行动中的傲慢和不责任态度，指警方不仅“偷吃”其儿女冰箱中的食物和巧克力，还要求其家属提供食物给他们。其言论引来外界的反弹，人权律师西蒂卡欣批评纳吉“荒谬”，更发动给警方“派巧克力行动”反击。

### 专访动怒事件
2018年10月26日，纳吉接受《半岛电视台》专访时，因主持人玛丽安祖莉（Mary Ann Jolley）在访问中不断追问蒙古女郎阿尔丹杜雅·沙丽布谋杀案、粉红钻石及26亿令吉“捐款”等课题，数度动怒起身离开，甚至向访问主持人直呛，当年把她这个“讨厌鬼”驱逐出境（2015年9月《半岛电视台》派玛丽安祖莉到马来西亚调查报道蒙古女郎命案，但不久遭政府驱逐出境）是正确之举。
在事件发生不久后，纳吉向《当今大马》澄清，他数度动怒是因为接受专访时，正记挂着妻儿的安危，加上对方又打破之前的受访协议：“是的，我今早10点30分接受《半岛电视台》的专访之时，也是我的妻子、儿子和继子同时被警方传召的时候。”“虽然那个专访超时，还逾越我们事先同意的范围，（不过）我很乐意能够回答那些附加问题。”纳吉在解释时也不满玛丽安祖莉坚持追问他关于蒙古女郎命案的问题。

### 华人不适任财长论
2019年11月14日，纳吉在一场讲座会上，针对林冠英作为财政部长一事发表仇视华人的言论。在视频中纳吉对与会者声称，由民主行动党领袖担任财政部长将让马来人的尊严荡然无存：“若财政部长是行动党（林冠英担任），马来人的尊严要放在哪里？他可以照顾到马来人的尊严吗？马来人的议程他完全不知道。”。对此希望联盟四党严厉谴责纳吉，声称林冠英不适任财政部长，理由竟是因为林冠英是华人，无法维护马来人尊严。他们也认为，纳吉的言论表现出他是种族主义者。

### 骑摩哆没有戴头盔遭举报
2020年8月26日，民主行动党芙蓉区国会议员陆兆福展示了纳吉等多名国民联盟议员在仕林补选助选时骑乘摩哆车头戴宋谷，没有戴头盔的照片。针对此事，交通部长魏家祥表示，他将指示官员根据程序调查此事，绝不偏袒任何一方。8月28日，纳吉重返仕林乘坐摩哆助选时戴上头盔。

### 拨款JASA
2020年11月16日，民主行动党居銮国会议员黄书琪在其个人网页撰文揭发，从2011年至2018年，纳吉政府每年静悄悄花费超过8,000万令吉在特别事务局（JASA），只不过纳吉和其幕僚将这笔钱巧立“约聘员工薪酬”名目，躲开监督。黄书琪也批评纳吉在2021年马来西亚联邦政府财政预算案辩论中，恬不知耻的谈到国盟政府给JASA的8,550万令吉拨款，相较其年代增加了整整四倍。

### 违反标准作业程序（SOP）
2021年3月19日，社交媒体流传一段视频，显示纳吉在前往吉隆坡新驰名鸡饭店就餐时，没有扫描店家的MySejahtera二维码，也没有测量体温，违反了标准作业程序。视频中显示，纳吉的座驾是在警察护送下抵达该饭店，在下车后与几名民众击拳问候，之后就直接进入饭店。5月6日，金马警区主任莫哈末再纳助理总监发文告表示，纳吉于该年3月19日在进入吉隆坡鸡饭店就餐时没有扫描MySejahtera，也没有测量体温，违反了2项标准作业程序（SOP），必须缴纳3000令吉罚款。另外，纳吉光顾的该店经理Yeok Wei Hao因没有确认顾客是否有遵守标准作业程序，也被罚款1万令吉。
11月2日，卫生部发文告指出，纳吉和慕尤丁在马六甲的竞选活动，违反条例，因此卫生局分别向涉及主办方开出2万令吉和4000令吉的罚单。卫生部称，社交媒体流传关于马六甲州选举竞选活动违反标准作业程序的问题，涉及纳吉和慕尤丁：“马六甲州卫生局调查结果发现，两人在马六甲期间没有参与竞选集会，而是走访方式。”
11月17日，民主行动党日落洞国会议员雷尔在卫生部长凯里·嘉马鲁丁发言期间出示一段影片，其中显示纳吉在马六甲州选期间，坐在某人的摩托车上签名，并指这已非纳吉首次在助选期间被拍到违反标准作业程序。对此凯里表明，他已经盯紧纳吉在马六甲州选的助选活动：“当然，我每天都关注北根国会议员（纳吉）。我会通知执法单位。”
2022年柔佛州选举期間，納吉在幫助巫統競選過程中，被衛生部開罰了5張违反标准作业程序的罰單。

### 申请1亿令吉土地豪宅事件
2021年11月18日，前首相马哈迪·莫哈末在财政部长东姑赛夫鲁为《2022年马来西亚联邦政府财政预算案》总结时，揭露财政预算案中涵盖授予纳吉的1亿令吉奖励，引起反对党国会议员巨大反对声浪。马哈迪称，纳吉要求政府在吉隆坡黄金地段兴建豪宅作为首相退休奖励，耗资过亿令吉。对此，东姑赛夫鲁证实了这一消息，并解释该拨款是在《1980年国会议员（薪酬）法令》第21条文下发出，即前首相可享有符合资格的特别待遇，包括退休后奖励。
人民公正党主席安华·依布拉欣于当晚发文告说，随着东姑赛夫鲁证实纳吉已向政府申请一栋价值1亿令吉的豪宅作为退休奖励，希望联盟将会重新探讨之前与政府所达成的任何谅解备忘录模式。
11月19日，网媒《MalaysiaNow》引述内阁消息报导，东姑赛夫鲁、国际贸易及工业部高级部长阿兹敏阿里、卫生部长凯里·嘉马鲁丁和环境及水务部长端依布拉欣端曼曾对于政府赠纳吉1亿土地豪宅一事向首相依斯迈沙比里提出反对。国家诚信党主席末沙布要求马六甲人民与希盟同在，拒绝让国阵/国盟政府颁发一片土地和一所房子给纳吉。同日纳吉召开新闻发布会宣布，决定撤回向政府提出房地产奖励的申请，并表示明白及体谅人民正面对艰辛时刻。
11月23日，马哈迪在脸书发文表示，国父东姑阿都拉曼让国家独立，得到的奖励是一间木屋，纳吉毁国和遭到判刑，却得到价值1亿令吉的奖励。他指出，东姑阿都拉曼成功帮助国家独立，得到一间木屋；第二任首相敦阿都拉萨的房子成了一座纪念碑，甚至之后的首相也没有获得高价位的东西。马哈迪接着说：“而我当了22年首相，没有申请高额奖励，除了退休金和每月1万令吉用于维修我自己建造的房子外，我什么也没得到。”“我退休时，政府免费提供我布城的一块土地，但是我拒绝了，相反的，我以提供给退休公务员的相同价格，在布城购买了土地。”“每年我支付6071令吉的土地税和1792令吉的门牌税。”

### 委任顾问及特使
2021年12月13日，首相署（特别事务）部长阿都拉迪夫通过书面方式回答人民公正党亚罗士打国会议员曾敏凯的提问时说，纳吉在位期间曾委任16名特别顾问和特别大使，其中每月薪资总额达到24万4791令吉65仙，是马来西亚历史上委任最多特别顾问和特别大使的首相。

### 出席世界华人经济论坛引起的非议
2021年12月27日，纳吉出席由国际战略研究院（ISI）与中国国际商会（CCOIC）和大马一带一路总商会（PMOBOR）联办的2021年世界华人经济论坛（WCEF），引起该论坛名称涉嫌抄袭及社会非议。该活动遭到舆论批评主办方邀请已被定罪为贪污犯，正等待上诉结果的前首相纳吉担任开幕礼嘉宾和主要演讲人。论坛主席兼国际策略研究院主席谢泉勇解释澄清，邀请纳吉出席开幕礼并沒有考虑到后者有无贪污的问题，主要是为了肯定纳吉是最初促进马中关系及双边合作的贡献。
该论坛还与绿野集团创办人兼主席李金友创立的论坛同名，引起了民间混乱。李金友指控主办方，该活动与他2009年创立的世界华人经济论坛使用了相同名称，令他感到惊谔和尴尬，也让许多人误会他邀请纳吉主持世界华人经济论。李金友澄清，他创立的世界华人经济论坛之后更名世界华人经济峰会（WCEH），2021年再改名为全球华人经济和科技峰会（GCET），强调该活动与他创立的论坛完全没有关系，并指控主办方使用了WCEF这个名称以及冒用他们两年前在中国的一些活动照片，并称之为第11届WCEF，批评主办方邀请纳吉在活动中发言和反对抄袭行为。国际战略研究院随后发表澄清声明，表示该活动与李金友创立的WCEF无关，促请他别再发表不正确或毫无根据的言论。
纳吉随后在Facebook指控李金友与马哈迪以及其子女有著密切的商业关系，以反击李金友谴责他参与该论坛。两周后的2022年1月8日，李金友发表「国家的尴尬」文告，批评纳吉对他诉诸网络霸凌和网络黑势力，企图利用社交媒体转移大众的视线和粉饰法院形容纳吉的一个马来西亚发展有限公司丑闻为国之尴尬的判决。被批评是抄袭WCEF论坛的国际战略研究院主席谢泉勇随后以不点名方式，在Facebook回应李金友的文告，指对方称本身惨遭网络霸凌是做在戏，讽刺李金友见利忘义，是马哈迪的跟班，并强调本身才是唯一合法注册世界华人经济论坛主办权的机构。李金友与谢泉勇在争议发生后，兩人就已在网络上交手。
另外，国家诚信党顾问阿末阿旺也于2021年12月29日发文告表示，由于纳吉被高庭和上诉庭判有罪，该论坛邀请纳吉开幕是不尊重高庭和上诉庭裁决：“虽然纳吉正等待联邦法院的上诉结果，这无法否认高庭和上诉庭裁决（纳吉罪成）的事实。”“在尊重和维护国家治理的诚信原则，也需考量到，私人方面的行为是否会为国家带来负面形象。”“我们要求主办单位向全马人民道歉，并给予合理理由说服人民，他们邀请纳吉开幕并没涉及国家诚信问题。”

### 前卫生部长起诉诽谤
2021年12月31日，前任马来西亚卫生部长祖基菲里阿末入禀法庭起诉纳吉诽谤，索偿500万令吉和申请禁令禁止纳吉进一步诽谤及道歉。他是针对纳吉于2020年8月24日在脸书的贴文，并上截《阳光日报》于2019年1月28日刊登祖基菲里女儿努鲁依曼出任大马策略信托基金会董事的新闻截图，而起诉纳吉诽谤。祖基菲里说，他于2021年1月4日指示律师向纳吉发出律师信，促纳吉撤掉贴文、道歉，以及索偿100万令吉，不过，纳吉认为本身并没有错。
2022年3月29日，纳吉在向法庭入禀其答辩书中否认他于2020年8月14日发布的脸书贴文与祖基菲里有关。他说，上述贴文并无意诽谤祖基菲里，反之该贴文是指希盟。

### 濒海战舰丑闻
2022年8月，90亿令吉的濒海战舰丑闻被揭发，有观点认为，纳吉是濒海战舰（LCS）采购安排中“最有权力的决策者”，因为他当时（2011年）是首相兼财政部长。

## 轶事
2014年1月12日，时至百物涨价掀起民怨之际，纳吉在登嘉楼甘马挽的活动上以蕹菜降价为例，为国阵政府辩护说：“蔬菜价格有时涨，有时降。今天我在报章上读到，有些菜已经降价。蕹菜之前涨价，现在已经降价。为何不赞政府？当涨价时，却要怪政府。这不公平，因为涨价与否要看天气等情况而定……”。之后该言论迅速成为网络笑柄，网民纷纷发挥创意，制图配以纳吉的“蕹菜论”，极尽嘲讽之能事。纳吉的“蕹菜论”除了在马来西亚社交媒体被热烈讨论，在1月14日更获得国际媒体的关注，其中英国广播公司和新加坡《海峡时报》皆有报导。
2016年2月，臉書推出愤怒等新的5个表情后，大批网民涌往纳吉的专页按下“愤怒”表情。他获得的“愤怒”表情之多，远远超过美国总统贝拉克·奥巴马、英国首相戴维·卡梅伦、新加坡总理李显龙等。其中，纳吉专页于2月26日9点更新的贴子，截至2月27日3点，共有逾9900个“愤怒”表情，远比6900个“赞”和309个“爱”来的多。
2017年11月22日，菲律宾网媒“PhilNews”报导指纳吉在第31届东盟峰会上，菲律宾总统罗德里戈·杜特尔特致词时闭目养神。该网媒也截图了峰会直播画面，画面可见纳吉闭上眼睛似乎在休息，而他身旁的新西兰总理杰辛达·阿德恩则神情严肃的聆听演讲。
2018年4月11日，印尼《耶加达邮报》刊登一篇社论“真正的东盟？”指出，纳吉操纵选举手段，与印尼前总统苏哈托执政时期的伎俩颇为相似。
2020年9月14日，纳吉登上马来西亚反贪污委员会的贪污罪犯资料名单，成为大马史无前例首名列榜的前首相，及该贪污罪犯名单中的最高前公职人员。
2021年12月8日，上诉庭三司一致驳回纳吉的SRC国际公司4200万令吉洗钱案上诉后，经常配合时事课题设计应时潮的商家CheapremeBrand趁纳吉上诉失败并被法官形容此案“让国家蒙羞”（National Embrassment）之际，设计了潮T蹭纳吉败诉的热度。

## 个人荣誉

### 封衔

#### 马来西亚
- 彭亨 :
  -  彭亨王室二级勋章 (DK II) (2010)[388]
  -  苏丹阿末沙效忠斯里勋章 (SSAP) – 拿督斯里 (1985)[90]
  -  彭亨王冠斯里勋章 (SIMP) – 拿督,现为拿督英特拉
  -  苏丹阿末沙效忠拿督勋章 (DSAP) – 拿督
- 砂拉越 :
  -  犀鸟之星拿督巴丁宜勋章 (DP) – 拿督巴丁宜 (2008)[389]
  -  砂拉越之星国家领袖勋章 (PNBS) – 拿督斯里 (1990)[90]
- 沙巴 :
  -  神山领袖勋章 (SPDK) – 拿督斯里邦里玛 (2002)[90]
- 霹靂 :
  -  苏丹阿玆兰沙勋章 (SPSA) – 皇家拿督斯里 (2004)[90][390]
- 吉兰丹 :
  -  吉兰丹王冠斯里勋章 (SPMK) – 拿督 (2004)[90]
- 玻璃市 :
  -  端姑赛西拉鲁丁效忠斯里勋章 (SSSJ) – 皇家拿督斯里 (2007)[90]
- 马六甲 :
  -  马六甲乌达玛勋章 (DUNM) – 拿督斯里乌达玛 (2007)[90][391]
- 吉打 :
  -  吉打斯里玛哈旺沙勋章 (DMK) (2008)[90]
- 森美蘭 :
  -  森美兰斯里乌达玛勋章 (SPNS) - 拿督斯里乌达玛（2005）（2018年褫夺[392]）
- 雪蘭莪
  -  雪兰莪王冠拿督勋章 (DPMS) – 拿督（1992）（2019年因其涉及的案件被冻结至審結為止[393]，2022年正式褫夺[394]）
  -  雪兰莪王冠斯里勋章 (SPMS) – 拿督斯理（2004）（2019年因其涉及的案件被冻结至審結為止[393]，2022年正式褫夺[394]）
- 檳城 :
  -  槟州乌达玛勋章 (DUPN) - 拿督斯里乌达玛（2009）（2022年褫夺）[395]

### 其他
- 吉隆坡皇家湖畔俱乐部赞助人（2011年）（2022年8月入狱后被撤销[396]）